# Анкх-Морпорк
Анкх-Морпорк (на английски: Ankh-Morpork) е измислен град-държава, който често е сцена на действието на романите на Тери Пратчет от поредицата Светът на диска. Освен това Анкх-Морпорк е и най-големият град в Света на диска. Образът му е пародия на световните мегаполиси, най-вече на Ню Йорк от миналото. Оттам идва и прякорът му „Голямото уахууни“ (прякорът на Ню Йорк е „Голямата ябълка“).
Анкх-Морпорк е търговската столица на Света на диска и в книгите е описан като добре работещ град на средновековно равнище. Дори когато градът е нападнат от дракон, каруците със зеленчуци продължават да прииждат към града.
Както съобщава брошурата от гилдията на търговците – „Градът на хилядите изненади“, Анкх-Морпорк се издига върху самия Анкх-Морпорк, тъй като градът е бил запалван, опустошаван, разграбван, разрушаван, наводняван и отново строен върху своите останки. По средата на града минава река Анкх, най-мръсната река в Света на диска, която всъщност се използва и за питейна вода, транспорт, отходни води и изобщо всичко, което е възможно. В книгата „Въоръжени мъже“ Анкх е описана като „Единствената река на света, върху която можеш да рисуваш с тебешир“.
Анкх-Морпорк е дом за хора, джуджета, тролове (които стават значително по-тъпи там, заради високите температури), вампири, върколаци, големи, зомбита и Ноби Нобс, чиято принадлежност към човешката раса не е съвсем сигурна, въпреки че той представя сертификат за нея. Всички тези раси живеят в относителен мир, въреки че джуджетата мразят троловете, троловете мразят джуджетата (заради легендарната битка при Куум, когато и двете войски са били в засада), а хората мразят всички, особено зомбитата и другите немъртви (просто защото не може да се вярва на същества, които продължават да се разхождат наоколо и след като си ги убил).
Анкх-Морпорк е може би единственият град с узаконена престъпност, който има дори гилдии за обучение на бъдещите убийци и крадци. Естествено, няма опасност за живота, ако се плати съвсем скромна такса. Анкх-Морпорк няма крал от много години, въпреки че Патрицият – лорд Ветинари управлява в известна степен деспотично, без никой да му се меси много-много. И все пак аристокрацията на града продължава да си мисли, че тя също взима участие в политиката.